# 1991年のワールドシリーズ
1991年の野球において、メジャーリーグベースボール（MLB）優勝決定戦の第88回ワールドシリーズ（88th World Series）は、10月19日から27日にかけて計7試合が開催された。その結果、ミネソタ・ツインズ（アメリカンリーグ）がアトランタ・ブレーブス（ナショナルリーグ）を4勝3敗で下し、4年ぶり3回目の優勝を果たした。
両チームの対戦はシリーズ史上初めて。1901年以降のMLBでは地区最下位の翌年に地区優勝を成し遂げた球団がなかったが、この年はツインズとブレーブスが揃って前年最下位からの地区優勝、そしてリーグ優勝を達成しワールドシリーズで対戦した。サヨナラゲーム4試合と延長戦3試合はいずれも当時のシリーズ史上最多であり、今シリーズは史上有数の名勝負として高く評価されている。シリーズMVPには、最終第7戦で延長10回をひとりで投げ切り完封勝利を挙げるなど、3試合23.0イニングで2勝0敗・防御率1.17という成績を残したツインズのジャック・モリスが選出された。

## 試合結果
1991年のワールドシリーズは10月19日に開幕し、途中に移動日を挟んで9日間で7試合が行われた。日程・結果は以下の通り。
| 日付                                              | 試合  | ビジター球団（先攻）   | スコア | ホーム球団（後攻）     | 開催球場                                      | 開催球場                                                                                    |
| ------------------------------------------------- | ----- | ---------------------- | ------ | ---------------------- | --------------------------------------------- | ------------------------------------------------------------------------------------------- |
| 10月19日（土）                                    | 第1戦 | アトランタ・ブレーブス | 2－5   | ミネソタ・ツインズ     | ヒューバート・H・ ハンフリー・メトロドーム    | ヒューバート・H・ · ハンフリー・メトロドームアトランタ・フルトン・ · カウンティ・スタジアム |
| 10月20日（日）                                    | 第2戦 | アトランタ・ブレーブス | 2－3   | ミネソタ・ツインズ     | ヒューバート・H・ ハンフリー・メトロドーム    | ヒューバート・H・ · ハンフリー・メトロドームアトランタ・フルトン・ · カウンティ・スタジアム |
| 10月21日（月）                                    |       | 移動日                 | 移動日 | 移動日                 |                                               | ヒューバート・H・ · ハンフリー・メトロドームアトランタ・フルトン・ · カウンティ・スタジアム |
| 10月22日（火）                                    | 第3戦 | ミネソタ・ツインズ     | 4－5x  | アトランタ・ブレーブス | アトランタ・フルトン・ カウンティ・スタジアム | ヒューバート・H・ · ハンフリー・メトロドームアトランタ・フルトン・ · カウンティ・スタジアム |
| 10月23日（水）                                    | 第4戦 | ミネソタ・ツインズ     | 2－3x  | アトランタ・ブレーブス | アトランタ・フルトン・ カウンティ・スタジアム | ヒューバート・H・ · ハンフリー・メトロドームアトランタ・フルトン・ · カウンティ・スタジアム |
| 10月24日（木）                                    | 第5戦 | ミネソタ・ツインズ     | 5－14  | アトランタ・ブレーブス | アトランタ・フルトン・ カウンティ・スタジアム | ヒューバート・H・ · ハンフリー・メトロドームアトランタ・フルトン・ · カウンティ・スタジアム |
| 10月25日（金）                                    |       | 移動日                 | 移動日 | 移動日                 |                                               | ヒューバート・H・ · ハンフリー・メトロドームアトランタ・フルトン・ · カウンティ・スタジアム |
| 10月26日（土）                                    | 第6戦 | アトランタ・ブレーブス | 3－4x  | ミネソタ・ツインズ     | ヒューバート・H・ ハンフリー・メトロドーム    | ヒューバート・H・ · ハンフリー・メトロドームアトランタ・フルトン・ · カウンティ・スタジアム |
| 10月27日（日）                                    | 第7戦 | アトランタ・ブレーブス | 0－1x  | ミネソタ・ツインズ     | ヒューバート・H・ ハンフリー・メトロドーム    | ヒューバート・H・ · ハンフリー・メトロドームアトランタ・フルトン・ · カウンティ・スタジアム |
| 優勝：ミネソタ・ツインズ（4勝3敗 / 4年ぶり3度目） |       |                        |        |                        |                                               | ヒューバート・H・ · ハンフリー・メトロドームアトランタ・フルトン・ · カウンティ・スタジアム |

### 第1戦 10月19日
- ヒューバート・H・ハンフリー・メトロドーム（ミネソタ州ミネアポリス）

|                        | 1 | 2 | 3 | 4 | 5 | 6 | 7 | 8 | 9 | R | H | E |
| ---------------------- | - | - | - | - | - | - | - | - | - | - | - | - |
| アトランタ・ブレーブス | 0 | 0 | 0 | 0 | 0 | 1 | 0 | 1 | 0 | 2 | 6 | 1 |
| ミネソタ・ツインズ     | 0 | 0 | 1 | 0 | 3 | 1 | 0 | 0 | X | 5 | 9 | 1 |

1. 勝利：ジャック・モリス（1勝）
2. セーブ：リック・アギレラ（1S）
3. 敗戦：チャーリー・リーブラント（1敗）
4. 本塁打
MIN：グレッグ・ギャグニー1号3ラン、ケント・ハーベック1号ソロ
5. 審判
［球審］ドン・デンキンガー（AL）
［塁審］一塁: ハリー・ウェンデルステット（NL）、二塁: ドリュー・コーブル（AL）、三塁: テリー・テイタ（NL）
［外審］左翼: リック・リード（AL）、右翼: エド・モンタギュー（NL）
6. 試合開始時刻: 中部夏時間（UTC-5）午後7時37分  試合時間: 3時間0分  観客: 5万5108人
詳細: Baseball-Reference.com

| アトランタ・ブレーブス | アトランタ・ブレーブス | アトランタ・ブレーブス | アトランタ・ブレーブス | アトランタ・ブレーブス | ミネソタ・ツインズ | ミネソタ・ツインズ | ミネソタ・ツインズ | ミネソタ・ツインズ | ミネソタ・ツインズ                                                                                                 |
| ---------------------- | ---------------------- | ---------------------- | ---------------------- | --- | ------------------ | ------------------ | ------------------ | ------------------ | --- |
| 打順                   | 守備                   | 選手                   | 打席                   | C・リーブラントG・オルソンS・ブリームJ・トレッドウェイT・ペンドル · トンR・ベリアードB・ハンターR・ガントD・ジャスティスL・スミス | 打順               | 守備               | 選手               | 打席               | J・モリスB・ハーパーK・ハーベックC・ノブロックS・レイアスG・ギャグニーD・グラッデンK・パケットS・マックC・デービス |
| 1                      | DH                     | L・スミス              | 右                     | C・リーブラントG・オルソンS・ブリームJ・トレッドウェイT・ペンドル · トンR・ベリアードB・ハンターR・ガントD・ジャスティスL・スミス | 1                  | 左                 | D・グラッデン      | 右                 | J・モリスB・ハーパーK・ハーベックC・ノブロックS・レイアスG・ギャグニーD・グラッデンK・パケットS・マックC・デービス |
| 2                      | 二                     | J・トレッドウェイ      | 左                     | C・リーブラントG・オルソンS・ブリームJ・トレッドウェイT・ペンドル · トンR・ベリアードB・ハンターR・ガントD・ジャスティスL・スミス | 2                  | 二                 | C・ノブロック      | 右                 | J・モリスB・ハーパーK・ハーベックC・ノブロックS・レイアスG・ギャグニーD・グラッデンK・パケットS・マックC・デービス |
| 3                      | 三                     | T・ペンドルトン        | 両                     | C・リーブラントG・オルソンS・ブリームJ・トレッドウェイT・ペンドル · トンR・ベリアードB・ハンターR・ガントD・ジャスティスL・スミス | 3                  | 中                 | K・パケット        | 右                 | J・モリスB・ハーパーK・ハーベックC・ノブロックS・レイアスG・ギャグニーD・グラッデンK・パケットS・マックC・デービス |
| 4                      | 右                     | D・ジャスティス        | 左                     | C・リーブラントG・オルソンS・ブリームJ・トレッドウェイT・ペンドル · トンR・ベリアードB・ハンターR・ガントD・ジャスティスL・スミス | 4                  | DH                 | C・デービス        | 両                 | J・モリスB・ハーパーK・ハーベックC・ノブロックS・レイアスG・ギャグニーD・グラッデンK・パケットS・マックC・デービス |
| 5                      | 中                     | R・ガント              | 右                     | C・リーブラントG・オルソンS・ブリームJ・トレッドウェイT・ペンドル · トンR・ベリアードB・ハンターR・ガントD・ジャスティスL・スミス | 5                  | 捕                 | B・ハーパー        | 右                 | J・モリスB・ハーパーK・ハーベックC・ノブロックS・レイアスG・ギャグニーD・グラッデンK・パケットS・マックC・デービス |
| 6                      | 一                     | S・ブリーム            | 左                     | C・リーブラントG・オルソンS・ブリームJ・トレッドウェイT・ペンドル · トンR・ベリアードB・ハンターR・ガントD・ジャスティスL・スミス | 6                  | 右                 | S・マック          | 右                 | J・モリスB・ハーパーK・ハーベックC・ノブロックS・レイアスG・ギャグニーD・グラッデンK・パケットS・マックC・デービス |
| 7                      | 左                     | B・ハンター            | 右                     | C・リーブラントG・オルソンS・ブリームJ・トレッドウェイT・ペンドル · トンR・ベリアードB・ハンターR・ガントD・ジャスティスL・スミス | 7                  | 一                 | K・ハーベック      | 左                 | J・モリスB・ハーパーK・ハーベックC・ノブロックS・レイアスG・ギャグニーD・グラッデンK・パケットS・マックC・デービス |
| 8                      | 捕                     | G・オルソン            | 右                     | C・リーブラントG・オルソンS・ブリームJ・トレッドウェイT・ペンドル · トンR・ベリアードB・ハンターR・ガントD・ジャスティスL・スミス | 8                  | 三                 | S・レイアス        | 右                 | J・モリスB・ハーパーK・ハーベックC・ノブロックS・レイアスG・ギャグニーD・グラッデンK・パケットS・マックC・デービス |
| 9                      | 遊                     | R・ベリアード          | 右                     | C・リーブラントG・オルソンS・ブリームJ・トレッドウェイT・ペンドル · トンR・ベリアードB・ハンターR・ガントD・ジャスティスL・スミス | 9                  | 遊                 | G・ギャグニー      | 右                 | J・モリスB・ハーパーK・ハーベックC・ノブロックS・レイアスG・ギャグニーD・グラッデンK・パケットS・マックC・デービス |
| 先発投手               | 先発投手               | 先発投手               | 投球                   | C・リーブラントG・オルソンS・ブリームJ・トレッドウェイT・ペンドル · トンR・ベリアードB・ハンターR・ガントD・ジャスティスL・スミス | 先発投手           | 先発投手           | 先発投手           | 投球               | J・モリスB・ハーパーK・ハーベックC・ノブロックS・レイアスG・ギャグニーD・グラッデンK・パケットS・マックC・デービス |
| C・リーブラント        | C・リーブラント        | C・リーブラント        | 左                     | C・リーブラントG・オルソンS・ブリームJ・トレッドウェイT・ペンドル · トンR・ベリアードB・ハンターR・ガントD・ジャスティスL・スミス | J・モリス          | J・モリス          | J・モリス          | 右                 | J・モリスB・ハーパーK・ハーベックC・ノブロックS・レイアスG・ギャグニーD・グラッデンK・パケットS・マックC・デービス |

ツインズは3回裏二死無走者から、1番ダン・グラッデンが四球と盗塁で二塁へ進み、次打者チャック・ノブロックの右前打で1点を先制する。5回裏には先頭の7番ケント・ハーベックから2者連続出塁のあと、9番グレッグ・ギャグニーが3点本塁打を放ち、ブレーブス先発チャーリー・リーブラントを降板に追い込んだ。ブレーブスは6回表に5番ロン・ガントの適時打で1点を返したが、ツインズはその裏にハーベックのソロ本塁打で点差を4点に戻した。ツインズ先発のジャック・モリスは1失点のまま7回を終えたあと、8回表先頭のロニー・スミスから2者連続四球を与えたところで降板する。3番手リック・アギレラがガントに適時打を許し、モリスの自責点が1増えたものの、その後はアギレラが最後まで投げ切って締め、ツインズが先勝を収めた。

### 第2戦 10月20日
- ヒューバート・H・ハンフリー・メトロドーム（ミネソタ州ミネアポリス）

|                        | 1 | 2 | 3 | 4 | 5 | 6 | 7 | 8 | 9 | R | H | E |
| ---------------------- | - | - | - | - | - | - | - | - | - | - | - | - |
| アトランタ・ブレーブス | 0 | 1 | 0 | 0 | 1 | 0 | 0 | 0 | 0 | 2 | 8 | 1 |
| ミネソタ・ツインズ     | 2 | 0 | 0 | 0 | 0 | 0 | 0 | 1 | X | 3 | 4 | 1 |

1. 勝利：ケビン・タパーニ（1勝）
2. セーブ：リック・アギレラ（2S）
3. 敗戦：トム・グラビン（1敗）
4. 本塁打
MIN：チリ・デービス1号2ラン、スコット・レイアス1号ソロ
5. 審判
［球審］ハリー・ウェンデルステット（NL）
［塁審］一塁: ドリュー・コーブル（AL）、二塁: テリー・テイタ（NL）、三塁: リック・リード（AL）
［外審］左翼: エド・モンタギュー（NL）、右翼: ドン・デンキンガー（AL）
6. 試合開始時刻: 中部夏時間（UTC-5）午後7時36分  試合時間: 2時間37分  観客: 5万5145人
詳細: Baseball-Reference.com

| アトランタ・ブレーブス | アトランタ・ブレーブス | アトランタ・ブレーブス | アトランタ・ブレーブス | アトランタ・ブレーブス                                                                                                  | ミネソタ・ツインズ | ミネソタ・ツインズ | ミネソタ・ツインズ | ミネソタ・ツインズ | ミネソタ・ツインズ                                                                                                   |
| ---------------------- | ---------------------- | ---------------------- | ---------------------- | --- | ------------------ | ------------------ | ------------------ | ------------------ | --- |
| 打順                   | 守備                   | 選手                   | 打席                   | T・グラビンG・オルソンS・ブリームM・レムキーT・ペンドル · トンR・ベリアードB・ハンターR・ガントD・ジャスティスL・スミス | 打順               | 守備               | 選手               | 打席               | K・タパーニB・ハーパーK・ハーベックC・ノブロックS・レイアスG・ギャグニーD・グラッデンK・パケットS・マックC・デービス |
| 1                      | DH                     | L・スミス              | 右                     | T・グラビンG・オルソンS・ブリームM・レムキーT・ペンドル · トンR・ベリアードB・ハンターR・ガントD・ジャスティスL・スミス | 1                  | 左                 | D・グラッデン      | 右                 | K・タパーニB・ハーパーK・ハーベックC・ノブロックS・レイアスG・ギャグニーD・グラッデンK・パケットS・マックC・デービス |
| 2                      | 三                     | T・ペンドルトン        | 両                     | T・グラビンG・オルソンS・ブリームM・レムキーT・ペンドル · トンR・ベリアードB・ハンターR・ガントD・ジャスティスL・スミス | 2                  | 二                 | C・ノブロック      | 右                 | K・タパーニB・ハーパーK・ハーベックC・ノブロックS・レイアスG・ギャグニーD・グラッデンK・パケットS・マックC・デービス |
| 3                      | 中                     | R・ガント              | 右                     | T・グラビンG・オルソンS・ブリームM・レムキーT・ペンドル · トンR・ベリアードB・ハンターR・ガントD・ジャスティスL・スミス | 3                  | 中                 | K・パケット        | 右                 | K・タパーニB・ハーパーK・ハーベックC・ノブロックS・レイアスG・ギャグニーD・グラッデンK・パケットS・マックC・デービス |
| 4                      | 右                     | D・ジャスティス        | 左                     | T・グラビンG・オルソンS・ブリームM・レムキーT・ペンドル · トンR・ベリアードB・ハンターR・ガントD・ジャスティスL・スミス | 4                  | DH                 | C・デービス        | 両                 | K・タパーニB・ハーパーK・ハーベックC・ノブロックS・レイアスG・ギャグニーD・グラッデンK・パケットS・マックC・デービス |
| 5                      | 一                     | S・ブリーム            | 左                     | T・グラビンG・オルソンS・ブリームM・レムキーT・ペンドル · トンR・ベリアードB・ハンターR・ガントD・ジャスティスL・スミス | 5                  | 捕                 | B・ハーパー        | 右                 | K・タパーニB・ハーパーK・ハーベックC・ノブロックS・レイアスG・ギャグニーD・グラッデンK・パケットS・マックC・デービス |
| 6                      | 左                     | B・ハンター            | 右                     | T・グラビンG・オルソンS・ブリームM・レムキーT・ペンドル · トンR・ベリアードB・ハンターR・ガントD・ジャスティスL・スミス | 6                  | 右                 | S・マック          | 右                 | K・タパーニB・ハーパーK・ハーベックC・ノブロックS・レイアスG・ギャグニーD・グラッデンK・パケットS・マックC・デービス |
| 7                      | 捕                     | G・オルソン            | 右                     | T・グラビンG・オルソンS・ブリームM・レムキーT・ペンドル · トンR・ベリアードB・ハンターR・ガントD・ジャスティスL・スミス | 7                  | 一                 | K・ハーベック      | 左                 | K・タパーニB・ハーパーK・ハーベックC・ノブロックS・レイアスG・ギャグニーD・グラッデンK・パケットS・マックC・デービス |
| 8                      | 二                     | M・レムキー            | 両                     | T・グラビンG・オルソンS・ブリームM・レムキーT・ペンドル · トンR・ベリアードB・ハンターR・ガントD・ジャスティスL・スミス | 8                  | 三                 | S・レイアス        | 右                 | K・タパーニB・ハーパーK・ハーベックC・ノブロックS・レイアスG・ギャグニーD・グラッデンK・パケットS・マックC・デービス |
| 9                      | 遊                     | R・ベリアード          | 右                     | T・グラビンG・オルソンS・ブリームM・レムキーT・ペンドル · トンR・ベリアードB・ハンターR・ガントD・ジャスティスL・スミス | 9                  | 遊                 | G・ギャグニー      | 右                 | K・タパーニB・ハーパーK・ハーベックC・ノブロックS・レイアスG・ギャグニーD・グラッデンK・パケットS・マックC・デービス |
| 先発投手               | 先発投手               | 先発投手               | 投球                   | T・グラビンG・オルソンS・ブリームM・レムキーT・ペンドル · トンR・ベリアードB・ハンターR・ガントD・ジャスティスL・スミス | 先発投手           | 先発投手           | 先発投手           | 投球               | K・タパーニB・ハーパーK・ハーベックC・ノブロックS・レイアスG・ギャグニーD・グラッデンK・パケットS・マックC・デービス |
| T・グラビン            | T・グラビン            | T・グラビン            | 左                     | T・グラビンG・オルソンS・ブリームM・レムキーT・ペンドル · トンR・ベリアードB・ハンターR・ガントD・ジャスティスL・スミス | K・タパーニ        | K・タパーニ        | K・タパーニ        | 右                 | K・タパーニB・ハーパーK・ハーベックC・ノブロックS・レイアスG・ギャグニーD・グラッデンK・パケットS・マックC・デービス |

初回裏、ツインズの先頭打者ダン・グラッデンが内野フライを打ち上げる。この打球をブレーブスの二塁手マーク・レムキーと右翼手デビッド・ジャスティスがそれぞれ追った結果、捕球時に両者が接触し落球、グラッデンは二塁へ進む。二死三塁となったあと4番チリ・デービスが2点本塁打を放ち、ツインズが前日に続き先制点を挙げた。ブレーブスは、その直後の2回表には6番ブライアン・ハンターが、そして5回表には9番ラファエル・ベリアードが、それぞれ犠牲フライで三塁走者を還して同点に追いついた。2－2のまま両チームの先発投手は投げ続ける。8回裏、先頭の8番スコット・レイアスがトム・グラビンの初球を捉えて本塁打とし、ツインズが勝ち越した。その裏、ツインズは先発ケビン・タパーニに代えてリック・アギレラを投入、1点のリードを守りきり連勝した。

### 第3戦 10月22日
- アトランタ・フルトン・カウンティ・スタジアム（ジョージア州アトランタ）

|                        | 1 | 2 | 3 | 4 | 5 | 6 | 7 | 8 | 9 | 10 | 11 | 12 | R | H  | E |
| ---------------------- | - | - | - | - | - | - | - | - | - | -- | -- | -- | - | -- | - |
| ミネソタ・ツインズ     | 1 | 0 | 0 | 0 | 0 | 0 | 1 | 2 | 0 | 0  | 0  | 0  | 4 | 10 | 1 |
| アトランタ・ブレーブス | 0 | 1 | 0 | 1 | 2 | 0 | 0 | 0 | 0 | 0  | 0  | 1x | 5 | 8  | 2 |

1. 勝利：ジム・クランシー（1勝）
2. 敗戦：リック・アギレラ（1敗2S）
3. 本塁打
MIN：カービー・パケット1号ソロ、チリ・デービス2号2ラン
ATL：デビッド・ジャスティス1号ソロ、ロニー・スミス1号ソロ
4. 審判
［球審］ドリュー・コーブル（AL）
［塁審］一塁: テリー・テイタ（NL）、二塁: リック・リード（AL）、三塁: エド・モンタギュー（NL）
［外審］左翼: ドン・デンキンガー（AL）、右翼: ハリー・ウェンデルステット（NL）
5. 試合開始時刻: 東部夏時間（UTC-4）午後8時38分  試合時間: 4時間4分  観客: 5万878人
詳細: Baseball-Reference.com

| ミネソタ・ツインズ | ミネソタ・ツインズ | ミネソタ・ツインズ | ミネソタ・ツインズ | ミネソタ・ツインズ | アトランタ・ブレーブス | アトランタ・ブレーブス | アトランタ・ブレーブス | アトランタ・ブレーブス | アトランタ・ブレーブス                                                                                                 |
| ------------------ | ------------------ | ------------------ | ------------------ | --- | ---------------------- | ---------------------- | ---------------------- | ---------------------- | --- |
| 打順               | 守備               | 選手               | 打席               | S・エリクソンJ・オルティーズK・ハーベックC・ノブロックS・レイアスG・ギャグニーD・グラッデンK・パケットS・マック（なし） | 打順                   | 守備                   | 選手                   | 打席                   | S・エイベリーG・オルソンS・ブリームM・レムキーT・ペンドル · トンR・ベリアードL・スミスR・ガントD・ジャスティス（なし） |
| 1                  | 左                 | D・グラッデン      | 右                 | S・エリクソンJ・オルティーズK・ハーベックC・ノブロックS・レイアスG・ギャグニーD・グラッデンK・パケットS・マック（なし） | 1                      | 左                     | L・スミス              | 右                     | S・エイベリーG・オルソンS・ブリームM・レムキーT・ペンドル · トンR・ベリアードL・スミスR・ガントD・ジャスティス（なし） |
| 2                  | 二                 | C・ノブロック      | 右                 | S・エリクソンJ・オルティーズK・ハーベックC・ノブロックS・レイアスG・ギャグニーD・グラッデンK・パケットS・マック（なし） | 2                      | 三                     | T・ペンドルトン        | 両                     | S・エイベリーG・オルソンS・ブリームM・レムキーT・ペンドル · トンR・ベリアードL・スミスR・ガントD・ジャスティス（なし） |
| 3                  | 一                 | K・ハーベック      | 左                 | S・エリクソンJ・オルティーズK・ハーベックC・ノブロックS・レイアスG・ギャグニーD・グラッデンK・パケットS・マック（なし） | 3                      | 中                     | R・ガント              | 右                     | S・エイベリーG・オルソンS・ブリームM・レムキーT・ペンドル · トンR・ベリアードL・スミスR・ガントD・ジャスティス（なし） |
| 4                  | 中                 | K・パケット        | 右                 | S・エリクソンJ・オルティーズK・ハーベックC・ノブロックS・レイアスG・ギャグニーD・グラッデンK・パケットS・マック（なし） | 4                      | 右                     | D・ジャスティス        | 左                     | S・エイベリーG・オルソンS・ブリームM・レムキーT・ペンドル · トンR・ベリアードL・スミスR・ガントD・ジャスティス（なし） |
| 5                  | 右                 | S・マック          | 右                 | S・エリクソンJ・オルティーズK・ハーベックC・ノブロックS・レイアスG・ギャグニーD・グラッデンK・パケットS・マック（なし） | 5                      | 一                     | S・ブリーム            | 左                     | S・エイベリーG・オルソンS・ブリームM・レムキーT・ペンドル · トンR・ベリアードL・スミスR・ガントD・ジャスティス（なし） |
| 6                  | 三                 | S・レイアス        | 右                 | S・エリクソンJ・オルティーズK・ハーベックC・ノブロックS・レイアスG・ギャグニーD・グラッデンK・パケットS・マック（なし） | 6                      | 捕                     | G・オルソン            | 右                     | S・エイベリーG・オルソンS・ブリームM・レムキーT・ペンドル · トンR・ベリアードL・スミスR・ガントD・ジャスティス（なし） |
| 7                  | 遊                 | G・ギャグニー      | 右                 | S・エリクソンJ・オルティーズK・ハーベックC・ノブロックS・レイアスG・ギャグニーD・グラッデンK・パケットS・マック（なし） | 7                      | 二                     | M・レムキー            | 両                     | S・エイベリーG・オルソンS・ブリームM・レムキーT・ペンドル · トンR・ベリアードL・スミスR・ガントD・ジャスティス（なし） |
| 8                  | 捕                 | J・オルティーズ    | 右                 | S・エリクソンJ・オルティーズK・ハーベックC・ノブロックS・レイアスG・ギャグニーD・グラッデンK・パケットS・マック（なし） | 8                      | 遊                     | R・ベリアード          | 右                     | S・エイベリーG・オルソンS・ブリームM・レムキーT・ペンドル · トンR・ベリアードL・スミスR・ガントD・ジャスティス（なし） |
| 9                  | 投                 | S・エリクソン      | 右                 | S・エリクソンJ・オルティーズK・ハーベックC・ノブロックS・レイアスG・ギャグニーD・グラッデンK・パケットS・マック（なし） | 9                      | 投                     | S・エイベリー          | 左                     | S・エイベリーG・オルソンS・ブリームM・レムキーT・ペンドル · トンR・ベリアードL・スミスR・ガントD・ジャスティス（なし） |
| 先発投手           | 先発投手           | 先発投手           | 投球               | S・エリクソンJ・オルティーズK・ハーベックC・ノブロックS・レイアスG・ギャグニーD・グラッデンK・パケットS・マック（なし） | 先発投手               | 先発投手               | 先発投手               | 投球                   | S・エイベリーG・オルソンS・ブリームM・レムキーT・ペンドル · トンR・ベリアードL・スミスR・ガントD・ジャスティス（なし） |
| S・エリクソン      | S・エリクソン      | S・エリクソン      | 右                 | S・エリクソンJ・オルティーズK・ハーベックC・ノブロックS・レイアスG・ギャグニーD・グラッデンK・パケットS・マック（なし） | S・エイベリー          | S・エイベリー          | S・エイベリー          | 左                     | S・エイベリーG・オルソンS・ブリームM・レムキーT・ペンドル · トンR・ベリアードL・スミスR・ガントD・ジャスティス（なし） |

初回表、ツインズは先頭打者ダン・グラッデンが三塁打で出塁し、次打者チャック・ノブロックの犠牲フライで先制点を奪った。しかしこの日のブレーブスは、2回裏に8番ラファエル・ベリアードの適時打で同点とすると、4回裏には先頭打者デビッド・ジャスティスの本塁打で勝ち越し、今シリーズ3試合目で初めて逆転に成功した。ブレーブスは5回裏にもロニー・スミスの本塁打などで2点を加え、3点差に突き放した。これに対しツインズは、7回表に4番カービー・パケットのソロ本塁打でまず1点を返す。そして8回表、先頭打者ブライアン・ハーパーが失策で出塁し、ブレーブスが先発スティーブ・エイベリーからアレハンドロ・ペーニャへ継投すると、その代わり端を代打チリ・デービスが捉えて2点本塁打を放ち、同点に追いついた。
5－5のまま試合は延長戦に入る。10回は両チームとも二死一・二塁の好機を作ったものの、表のツインズは代打ポール・ソレントが空振り三振に倒れ、裏のブレーブスは代打ジェフ・ブラウザーが二直に打ち取られた。11回は両チームとも三者凡退で終えたあと、12回表にツインズが二死満塁の好機を迎えた。ここで打順は投手のジム・クランシーに回ったが、ツインズは野手を使い切っていたため投手のリック・アギレラを代打に送り、中飛で無得点に終わった。その裏はアギレラがマウンドへ上がり、ブレーブスは二死一・二塁とする。ここで7番マーク・レムキーが左前打を放ち、二塁走者ジャスティスが左翼手グラッデンの送球をかわしてホームインして、ブレーブスがサヨナラ勝利を収めた。
この試合では両チーム合わせて42選手・代打12人が起用された。いずれも当時のシリーズ史上最多記録である。

### 第4戦 10月23日
- アトランタ・フルトン・カウンティ・スタジアム（ジョージア州アトランタ）

|                        | 1 | 2 | 3 | 4 | 5 | 6 | 7 | 8 | 9  | R | H | E |
| ---------------------- | - | - | - | - | - | - | - | - | -- | - | - | - |
| ミネソタ・ツインズ     | 0 | 1 | 0 | 0 | 0 | 0 | 1 | 0 | 0  | 2 | 7 | 0 |
| アトランタ・ブレーブス | 0 | 0 | 1 | 0 | 0 | 0 | 1 | 0 | 1x | 3 | 8 | 0 |

1. 勝利：マイク・スタントン（1勝）
2. 敗戦：マーク・ガスリー（1敗）
3. 本塁打
MIN：マイク・パグリアルーロ1号ソロ
ATL：テリー・ペンドルトン1号ソロ、ロニー・スミス2号ソロ
4. 審判
［球審］テリー・テイタ（NL）
［塁審］一塁: リック・リード（AL）、二塁: エド・モンタギュー（NL）、三塁: ドン・デンキンガー（AL）
［外審］左翼: ハリー・ウェンデルステット（NL）、右翼: ドリュー・コーブル（AL）
5. 試合開始時刻: 東部夏時間（UTC-4）午後8時33分  試合時間: 2時間57分  観客: 5万878人
詳細: Baseball-Reference.com

| ミネソタ・ツインズ | ミネソタ・ツインズ | ミネソタ・ツインズ | ミネソタ・ツインズ | ミネソタ・ツインズ | アトランタ・ブレーブス | アトランタ・ブレーブス | アトランタ・ブレーブス | アトランタ・ブレーブス | アトランタ・ブレーブス                                                                                               |
| ------------------ | ------------------ | ------------------ | ------------------ | --- | ---------------------- | ---------------------- | ---------------------- | ---------------------- | --- |
| 打順               | 守備               | 選手               | 打席               | J・モリスB・ハーパーK・ハーベックC・ノブロックM・パグリア · ルーロG・ギャグニーD・グラッデンK・パケットS・マック（なし） | 打順                   | 守備                   | 選手                   | 打席                   | J・スモルツG・オルソンS・ブリームM・レムキーT・ペンドル · トンR・ベリアードL・スミスR・ガントD・ジャスティス（なし） |
| 1                  | 左                 | D・グラッデン      | 右                 | J・モリスB・ハーパーK・ハーベックC・ノブロックM・パグリア · ルーロG・ギャグニーD・グラッデンK・パケットS・マック（なし） | 1                      | 左                     | L・スミス              | 右                     | J・スモルツG・オルソンS・ブリームM・レムキーT・ペンドル · トンR・ベリアードL・スミスR・ガントD・ジャスティス（なし） |
| 2                  | 二                 | C・ノブロック      | 右                 | J・モリスB・ハーパーK・ハーベックC・ノブロックM・パグリア · ルーロG・ギャグニーD・グラッデンK・パケットS・マック（なし） | 2                      | 三                     | T・ペンドルトン        | 両                     | J・スモルツG・オルソンS・ブリームM・レムキーT・ペンドル · トンR・ベリアードL・スミスR・ガントD・ジャスティス（なし） |
| 3                  | 中                 | K・パケット        | 右                 | J・モリスB・ハーパーK・ハーベックC・ノブロックM・パグリア · ルーロG・ギャグニーD・グラッデンK・パケットS・マック（なし） | 3                      | 中                     | R・ガント              | 右                     | J・スモルツG・オルソンS・ブリームM・レムキーT・ペンドル · トンR・ベリアードL・スミスR・ガントD・ジャスティス（なし） |
| 4                  | 一                 | K・ハーベック      | 左                 | J・モリスB・ハーパーK・ハーベックC・ノブロックM・パグリア · ルーロG・ギャグニーD・グラッデンK・パケットS・マック（なし） | 4                      | 右                     | D・ジャスティス        | 左                     | J・スモルツG・オルソンS・ブリームM・レムキーT・ペンドル · トンR・ベリアードL・スミスR・ガントD・ジャスティス（なし） |
| 5                  | 捕                 | B・ハーパー        | 右                 | J・モリスB・ハーパーK・ハーベックC・ノブロックM・パグリア · ルーロG・ギャグニーD・グラッデンK・パケットS・マック（なし） | 5                      | 一                     | S・ブリーム            | 左                     | J・スモルツG・オルソンS・ブリームM・レムキーT・ペンドル · トンR・ベリアードL・スミスR・ガントD・ジャスティス（なし） |
| 6                  | 右                 | S・マック          | 右                 | J・モリスB・ハーパーK・ハーベックC・ノブロックM・パグリア · ルーロG・ギャグニーD・グラッデンK・パケットS・マック（なし） | 6                      | 捕                     | G・オルソン            | 右                     | J・スモルツG・オルソンS・ブリームM・レムキーT・ペンドル · トンR・ベリアードL・スミスR・ガントD・ジャスティス（なし） |
| 7                  | 三                 | M・パグリアルーロ  | 左                 | J・モリスB・ハーパーK・ハーベックC・ノブロックM・パグリア · ルーロG・ギャグニーD・グラッデンK・パケットS・マック（なし） | 7                      | 二                     | M・レムキー            | 両                     | J・スモルツG・オルソンS・ブリームM・レムキーT・ペンドル · トンR・ベリアードL・スミスR・ガントD・ジャスティス（なし） |
| 8                  | 遊                 | G・ギャグニー      | 右                 | J・モリスB・ハーパーK・ハーベックC・ノブロックM・パグリア · ルーロG・ギャグニーD・グラッデンK・パケットS・マック（なし） | 8                      | 遊                     | R・ベリアード          | 右                     | J・スモルツG・オルソンS・ブリームM・レムキーT・ペンドル · トンR・ベリアードL・スミスR・ガントD・ジャスティス（なし） |
| 9                  | 投                 | J・モリス          | 右                 | J・モリスB・ハーパーK・ハーベックC・ノブロックM・パグリア · ルーロG・ギャグニーD・グラッデンK・パケットS・マック（なし） | 9                      | 投                     | J・スモルツ            | 右                     | J・スモルツG・オルソンS・ブリームM・レムキーT・ペンドル · トンR・ベリアードL・スミスR・ガントD・ジャスティス（なし） |
| 先発投手           | 先発投手           | 先発投手           | 投球               | J・モリスB・ハーパーK・ハーベックC・ノブロックM・パグリア · ルーロG・ギャグニーD・グラッデンK・パケットS・マック（なし） | 先発投手               | 先発投手               | 先発投手               | 投球                   | J・スモルツG・オルソンS・ブリームM・レムキーT・ペンドル · トンR・ベリアードL・スミスR・ガントD・ジャスティス（なし） |
| J・モリス          | J・モリス          | J・モリス          | 右                 | J・モリスB・ハーパーK・ハーベックC・ノブロックM・パグリア · ルーロG・ギャグニーD・グラッデンK・パケットS・マック（なし） | J・スモルツ            | J・スモルツ            | J・スモルツ            | 右                     | J・スモルツG・オルソンS・ブリームM・レムキーT・ペンドル · トンR・ベリアードL・スミスR・ガントD・ジャスティス（なし） |

両チームの先発投手は、ブレーブスはリーグ優勝決定戦・第7戦から中5日のジョン・スモルツ、ツインズは今シリーズ初戦から中3日のジャック・モリス。モリスは1977年のデビューから1990年までの14年間デトロイト・タイガースで投げ、通算198勝150敗・防御率3.73を記録、1984年のワールドシリーズでも2完投勝利で優勝の原動力となった。スモルツは1967年にミシガン州デトロイトで生まれタイガースファンとして育っており、モリスは憧れの投手だったという。
試合は2回表、ツインズが一死二塁から7番マイク・パグリアルーロの左前打で先制する。ブレーブスは3回裏、2番テリー・ペンドルトンの本塁打で同点に追いつく。7回には、表にツインズがパグリアルーロのソロ本塁打で勝ち越すと、その裏ブレーブスも1番ロニー・スミスのソロ本塁打で再び同点とした。9回裏、ブレーブスは7番マーク・レムキーの三塁打で、サヨナラの走者を得点圏に進める。次打者ジェフ・ブラウザーの敬遠で投手のマイク・スタントンに打順がまわり、ブレーブスは相手左腕マーク・ガスリーに対し右の代打フランシスコ・カブレラを起用した。しかしツインズが右腕スティーブ・ベドローシアンに継投したため、ブレーブスは代打の代打として左打者ジェリー・ウィラードを打席へ送った。ウィラードは1ボール2ストライクからの4球目を右方向へ打ち上げて三塁走者レムキーを還す犠牲フライとし、ブレーブスが2試合連続でサヨナラ勝利を挙げた。

### 第5戦 10月24日
- アトランタ・フルトン・カウンティ・スタジアム（ジョージア州アトランタ）

|                        | 1 | 2 | 3 | 4 | 5 | 6 | 7 | 8 | 9 | R  | H  | E |
| ---------------------- | - | - | - | - | - | - | - | - | - | -- | -- | - |
| ミネソタ・ツインズ     | 0 | 0 | 0 | 0 | 0 | 3 | 0 | 1 | 1 | 5  | 7  | 1 |
| アトランタ・ブレーブス | 0 | 0 | 0 | 4 | 1 | 0 | 6 | 3 | X | 14 | 17 | 1 |

1. 勝利：トム・グラビン（1勝1敗）
2. 敗戦：ケビン・タパーニ（1勝1敗）
3. 本塁打
ATL：デビッド・ジャスティス2号2ラン、ロニー・スミス3号ソロ、ブライアン・ハンター1号ソロ
4. 審判
［球審］リック・リード（AL）
［塁審］一塁: エド・モンタギュー（NL）、二塁: ドン・デンキンガー（AL）、三塁: ハリー・ウェンデルステット（NL）
［外審］左翼: ドリュー・コーブル（AL）、右翼: テリー・テイタ（NL）
5. 試合開始時刻: 東部夏時間（UTC-4）午後8時29分  試合時間: 2時間59分  観客: 5万878人
詳細: Baseball-Reference.com

| ミネソタ・ツインズ | ミネソタ・ツインズ | ミネソタ・ツインズ | ミネソタ・ツインズ | ミネソタ・ツインズ                                                                                                  | アトランタ・ブレーブス | アトランタ・ブレーブス | アトランタ・ブレーブス | アトランタ・ブレーブス | アトランタ・ブレーブス                                                                                               |
| ------------------ | ------------------ | ------------------ | ------------------ | --- | ---------------------- | ---------------------- | ---------------------- | ---------------------- | --- |
| 打順               | 守備               | 選手               | 打席               | K・タパーニB・ハーパーK・ハーベックC・ノブロックS・レイアスG・ギャグニーD・グラッデンK・パケットC・デービス（なし） | 打順                   | 守備                   | 選手                   | 打席                   | T・グラビンG・オルソンS・ブリームM・レムキーT・ペンドル · トンR・ベリアードL・スミスR・ガントD・ジャスティス（なし） |
| 1                  | 左                 | D・グラッデン      | 右                 | K・タパーニB・ハーパーK・ハーベックC・ノブロックS・レイアスG・ギャグニーD・グラッデンK・パケットC・デービス（なし） | 1                      | 左                     | L・スミス              | 右                     | T・グラビンG・オルソンS・ブリームM・レムキーT・ペンドル · トンR・ベリアードL・スミスR・ガントD・ジャスティス（なし） |
| 2                  | 二                 | C・ノブロック      | 右                 | K・タパーニB・ハーパーK・ハーベックC・ノブロックS・レイアスG・ギャグニーD・グラッデンK・パケットC・デービス（なし） | 2                      | 三                     | T・ペンドルトン        | 両                     | T・グラビンG・オルソンS・ブリームM・レムキーT・ペンドル · トンR・ベリアードL・スミスR・ガントD・ジャスティス（なし） |
| 3                  | 中                 | K・パケット        | 右                 | K・タパーニB・ハーパーK・ハーベックC・ノブロックS・レイアスG・ギャグニーD・グラッデンK・パケットC・デービス（なし） | 3                      | 中                     | R・ガント              | 右                     | T・グラビンG・オルソンS・ブリームM・レムキーT・ペンドル · トンR・ベリアードL・スミスR・ガントD・ジャスティス（なし） |
| 4                  | 右                 | C・デービス        | 両                 | K・タパーニB・ハーパーK・ハーベックC・ノブロックS・レイアスG・ギャグニーD・グラッデンK・パケットC・デービス（なし） | 4                      | 右                     | D・ジャスティス        | 左                     | T・グラビンG・オルソンS・ブリームM・レムキーT・ペンドル · トンR・ベリアードL・スミスR・ガントD・ジャスティス（なし） |
| 5                  | 捕                 | B・ハーパー        | 右                 | K・タパーニB・ハーパーK・ハーベックC・ノブロックS・レイアスG・ギャグニーD・グラッデンK・パケットC・デービス（なし） | 5                      | 一                     | S・ブリーム            | 左                     | T・グラビンG・オルソンS・ブリームM・レムキーT・ペンドル · トンR・ベリアードL・スミスR・ガントD・ジャスティス（なし） |
| 6                  | 三                 | S・レイアス        | 右                 | K・タパーニB・ハーパーK・ハーベックC・ノブロックS・レイアスG・ギャグニーD・グラッデンK・パケットC・デービス（なし） | 6                      | 捕                     | G・オルソン            | 右                     | T・グラビンG・オルソンS・ブリームM・レムキーT・ペンドル · トンR・ベリアードL・スミスR・ガントD・ジャスティス（なし） |
| 7                  | 一                 | K・ハーベック      | 左                 | K・タパーニB・ハーパーK・ハーベックC・ノブロックS・レイアスG・ギャグニーD・グラッデンK・パケットC・デービス（なし） | 7                      | 二                     | M・レムキー            | 両                     | T・グラビンG・オルソンS・ブリームM・レムキーT・ペンドル · トンR・ベリアードL・スミスR・ガントD・ジャスティス（なし） |
| 8                  | 遊                 | G・ギャグニー      | 右                 | K・タパーニB・ハーパーK・ハーベックC・ノブロックS・レイアスG・ギャグニーD・グラッデンK・パケットC・デービス（なし） | 8                      | 遊                     | R・ベリアード          | 右                     | T・グラビンG・オルソンS・ブリームM・レムキーT・ペンドル · トンR・ベリアードL・スミスR・ガントD・ジャスティス（なし） |
| 9                  | 投                 | K・タパーニ        | 右                 | K・タパーニB・ハーパーK・ハーベックC・ノブロックS・レイアスG・ギャグニーD・グラッデンK・パケットC・デービス（なし） | 9                      | 投                     | T・グラビン            | 左                     | T・グラビンG・オルソンS・ブリームM・レムキーT・ペンドル · トンR・ベリアードL・スミスR・ガントD・ジャスティス（なし） |
| 先発投手           | 先発投手           | 先発投手           | 投球               | K・タパーニB・ハーパーK・ハーベックC・ノブロックS・レイアスG・ギャグニーD・グラッデンK・パケットC・デービス（なし） | 先発投手               | 先発投手               | 先発投手               | 投球                   | T・グラビンG・オルソンS・ブリームM・レムキーT・ペンドル · トンR・ベリアードL・スミスR・ガントD・ジャスティス（なし） |
| K・タパーニ        | K・タパーニ        | K・タパーニ        | 右                 | K・タパーニB・ハーパーK・ハーベックC・ノブロックS・レイアスG・ギャグニーD・グラッデンK・パケットC・デービス（なし） | T・グラビン            | T・グラビン            | T・グラビン            | 左                     | T・グラビンG・オルソンS・ブリームM・レムキーT・ペンドル · トンR・ベリアードL・スミスR・ガントD・ジャスティス（なし） |

ブレーブス打線が4回裏、相手先発ケビン・タパーニを打ち崩す。先頭打者ロン・ガントが左前打で出塁後、次打者デビッド・ジャスティスが初球を2点本塁打とし先制、さらに連打で2点を加えた。タパーニはこの回終了をもって降板したが、ブレーブスは次の回にも2番手テリー・リーチから1点を奪った。一時は2点差まで詰め寄られたものの、7回裏にはデビッド・ウェストとスティーブ・ベドローシアンから計6得点し突き放した。結局、この日のブレーブスは17安打・3本塁打で14点を奪う大勝を挙げ、3連勝で34年ぶりの優勝へ王手をかけた。

### 第6戦 10月26日
- ヒューバート・H・ハンフリー・メトロドーム（ミネソタ州ミネアポリス）

|                        | 1 | 2 | 3 | 4 | 5 | 6 | 7 | 8 | 9 | 10 | 11 | R | H | E |
| ---------------------- | - | - | - | - | - | - | - | - | - | -- | -- | - | - | - |
| アトランタ・ブレーブス | 0 | 0 | 0 | 0 | 2 | 0 | 1 | 0 | 0 | 0  | 0  | 3 | 9 | 1 |
| ミネソタ・ツインズ     | 2 | 0 | 0 | 0 | 1 | 0 | 0 | 0 | 0 | 0  | 1x | 4 | 9 | 0 |

1. 勝利：リック・アギレラ（1勝1敗2S）
2. 敗戦：チャーリー・リーブラント（2敗）
3. 本塁打
MIN：カービー・パケット2号ソロ
4. 審判
［球審］エド・モンタギュー（NL）
［塁審］一塁: ドン・デンキンガー（AL）、二塁: ハリー・ウェンデルステット（NL）、三塁: ドリュー・コーブル（AL）
［外審］左翼: テリー・テイタ（NL）、右翼: リック・リード（AL）
5. 試合開始時刻: 中部夏時間（UTC-5）午後7時28分  試合時間: 3時間46分  観客: 5万5155人
詳細: Baseball-Reference.com

| アトランタ・ブレーブス | アトランタ・ブレーブス | アトランタ・ブレーブス | アトランタ・ブレーブス | アトランタ・ブレーブス | ミネソタ・ツインズ | ミネソタ・ツインズ | ミネソタ・ツインズ | ミネソタ・ツインズ | ミネソタ・ツインズ |
| ---------------------- | ---------------------- | ---------------------- | ---------------------- | --- | ------------------ | ------------------ | ------------------ | ------------------ | --- |
| 打順                   | 守備                   | 選手                   | 打席                   | S・エイベリーG・オルソンS・ブリームM・レムキーT・ペンドル · トンR・ベリアードB・ハンターR・ガントD・ジャスティスL・スミス | 打順               | 守備               | 選手               | 打席               | S・エリクソンJ・オルティーズK・ハーベックC・ノブロックS・レイアスG・ギャグニーD・グラッデンK・パケットS・マックC・デービス |
| 1                      | DH                     | L・スミス              | 右                     | S・エイベリーG・オルソンS・ブリームM・レムキーT・ペンドル · トンR・ベリアードB・ハンターR・ガントD・ジャスティスL・スミス | 1                  | 左                 | D・グラッデン      | 右                 | S・エリクソンJ・オルティーズK・ハーベックC・ノブロックS・レイアスG・ギャグニーD・グラッデンK・パケットS・マックC・デービス |
| 2                      | 三                     | T・ペンドルトン        | 両                     | S・エイベリーG・オルソンS・ブリームM・レムキーT・ペンドル · トンR・ベリアードB・ハンターR・ガントD・ジャスティスL・スミス | 2                  | 二                 | C・ノブロック      | 右                 | S・エリクソンJ・オルティーズK・ハーベックC・ノブロックS・レイアスG・ギャグニーD・グラッデンK・パケットS・マックC・デービス |
| 3                      | 中                     | R・ガント              | 右                     | S・エイベリーG・オルソンS・ブリームM・レムキーT・ペンドル · トンR・ベリアードB・ハンターR・ガントD・ジャスティスL・スミス | 3                  | 中                 | K・パケット        | 右                 | S・エリクソンJ・オルティーズK・ハーベックC・ノブロックS・レイアスG・ギャグニーD・グラッデンK・パケットS・マックC・デービス |
| 4                      | 右                     | D・ジャスティス        | 左                     | S・エイベリーG・オルソンS・ブリームM・レムキーT・ペンドル · トンR・ベリアードB・ハンターR・ガントD・ジャスティスL・スミス | 4                  | DH                 | C・デービス        | 両                 | S・エリクソンJ・オルティーズK・ハーベックC・ノブロックS・レイアスG・ギャグニーD・グラッデンK・パケットS・マックC・デービス |
| 5                      | 一                     | S・ブリーム            | 左                     | S・エイベリーG・オルソンS・ブリームM・レムキーT・ペンドル · トンR・ベリアードB・ハンターR・ガントD・ジャスティスL・スミス | 5                  | 右                 | S・マック          | 右                 | S・エリクソンJ・オルティーズK・ハーベックC・ノブロックS・レイアスG・ギャグニーD・グラッデンK・パケットS・マックC・デービス |
| 6                      | 左                     | B・ハンター            | 右                     | S・エイベリーG・オルソンS・ブリームM・レムキーT・ペンドル · トンR・ベリアードB・ハンターR・ガントD・ジャスティスL・スミス | 6                  | 三                 | S・レイアス        | 右                 | S・エリクソンJ・オルティーズK・ハーベックC・ノブロックS・レイアスG・ギャグニーD・グラッデンK・パケットS・マックC・デービス |
| 7                      | 捕                     | G・オルソン            | 右                     | S・エイベリーG・オルソンS・ブリームM・レムキーT・ペンドル · トンR・ベリアードB・ハンターR・ガントD・ジャスティスL・スミス | 7                  | 一                 | K・ハーベック      | 左                 | S・エリクソンJ・オルティーズK・ハーベックC・ノブロックS・レイアスG・ギャグニーD・グラッデンK・パケットS・マックC・デービス |
| 8                      | 二                     | M・レムキー            | 両                     | S・エイベリーG・オルソンS・ブリームM・レムキーT・ペンドル · トンR・ベリアードB・ハンターR・ガントD・ジャスティスL・スミス | 8                  | 捕                 | J・オルティーズ    | 右                 | S・エリクソンJ・オルティーズK・ハーベックC・ノブロックS・レイアスG・ギャグニーD・グラッデンK・パケットS・マックC・デービス |
| 9                      | 遊                     | R・ベリアード          | 右                     | S・エイベリーG・オルソンS・ブリームM・レムキーT・ペンドル · トンR・ベリアードB・ハンターR・ガントD・ジャスティスL・スミス | 9                  | 遊                 | G・ギャグニー      | 右                 | S・エリクソンJ・オルティーズK・ハーベックC・ノブロックS・レイアスG・ギャグニーD・グラッデンK・パケットS・マックC・デービス |
| 先発投手               | 先発投手               | 先発投手               | 投球                   | S・エイベリーG・オルソンS・ブリームM・レムキーT・ペンドル · トンR・ベリアードB・ハンターR・ガントD・ジャスティスL・スミス | 先発投手           | 先発投手           | 先発投手           | 投球               | S・エリクソンJ・オルティーズK・ハーベックC・ノブロックS・レイアスG・ギャグニーD・グラッデンK・パケットS・マックC・デービス |
| S・エイベリー          | S・エイベリー          | S・エイベリー          | 左                     | S・エイベリーG・オルソンS・ブリームM・レムキーT・ペンドル · トンR・ベリアードB・ハンターR・ガントD・ジャスティスL・スミス | S・エリクソン      | S・エリクソン      | S・エリクソン      | 右                 | S・エリクソンJ・オルティーズK・ハーベックC・ノブロックS・レイアスG・ギャグニーD・グラッデンK・パケットS・マックC・デービス |

ツインズは初回裏一死一塁から、3番カービー・パケットの三塁打と5番シェーン・マックの左前打で2点を先制する。3回表、一死一塁から3番ロン・ガントが左中間へ飛球を弾き返すが、中堅手パケットがフェンス手前でジャンピングキャッチし、長打となるのを阻止した。ブレーブスは5回表、テリー・ペンドルトンの2点本塁打で同点に追いつく。しかしその裏、パケットの犠牲フライでツインズが1点を勝ち越す。7回表、ブレーブスが一死満塁の好機を作り、ツインズは2番手マーク・ガスリーからカール・ウィリスに継投する。ウィリスはガントを遊ゴロに打ち取ったものの、三塁走者マーク・レムキーの生還を許し、試合は3－3の同点になった。なおも二死一・三塁で4番デビッド・ジャスティスが打席に立つが、ウィリスは空振り三振に仕留め逆転を許さず。それ以降は両チームとも無得点で、試合は延長戦に入った。
10回・11回とブレーブスは先頭打者を出塁させる。だが10回は3番ガントの打球が左直となり併殺、11回は代走キース・ミッチェルが盗塁に失敗し、いずれの回も3人で攻撃が終了した。11回裏のブレーブスは、本来は先発投手であるチャーリー・リーブラントを4番手として登板させた。先頭打者パケットが4球目を捉えると、打球は左中間フェンスを越えるサヨナラ本塁打となった。負ければ敗退という瀬戸際の試合を延長戦のサヨナラ本塁打で制したのは、1975年シリーズ第6戦でカールトン・フィスクが打ったボストン・レッドソックス以来、ツインズがシリーズ史上2球団目である。この日のパケットはツインズの全4得点中3打点を記録し、守備でも好捕を見せた。ブレーブスのジョン・スモルツは「あのキャッチとあのホームランで、全てがひっくり返ったと言えるかもしれない」と述べた。
CBSの全米テレビ中継で実況していたジャック・バックは、サヨナラ本塁打の場面で "We will see you tomorrow night!"（「また明日の夜お会いしましょう！」）と口にした。このせりふは20年後の2011年シリーズにおいて、この日のツインズと同じように2勝3敗と追い詰められていたセントルイス・カージナルスが、第6戦をデビッド・フリースのサヨナラ本塁打で制したときに、バックの息子で同じく実況アナウンサーのジョーによって踏襲されることとなる。

### 第7戦 10月27日
- ヒューバート・H・ハンフリー・メトロドーム（ミネソタ州ミネアポリス）

|                        | 1 | 2 | 3 | 4 | 5 | 6 | 7 | 8 | 9 | 10 | R | H  | E |
| ---------------------- | - | - | - | - | - | - | - | - | - | -- | - | -- | - |
| アトランタ・ブレーブス | 0 | 0 | 0 | 0 | 0 | 0 | 0 | 0 | 0 | 0  | 0 | 7  | 0 |
| ミネソタ・ツインズ     | 0 | 0 | 0 | 0 | 0 | 0 | 0 | 0 | 0 | 1x | 1 | 10 | 0 |

1. 勝利：ジャック・モリス（2勝）
2. 敗戦：アレハンドロ・ペーニャ（1敗）
3. 審判
［球審］ドン・デンキンガー（AL）
［塁審］一塁: ハリー・ウェンデルステット（NL）、二塁: ドリュー・コーブル（AL）、三塁: テリー・テイタ（NL）
［外審］左翼: リック・リード（AL）、右翼: エド・モンタギュー（NL）
4. 試合開始時刻: 中部夏時間（UTC-5）午後7時38分  試合時間: 3時間23分  観客: 5万5118人
詳細: Baseball-Reference.com

| アトランタ・ブレーブス | アトランタ・ブレーブス | アトランタ・ブレーブス | アトランタ・ブレーブス | アトランタ・ブレーブス                                                                                                  | ミネソタ・ツインズ | ミネソタ・ツインズ | ミネソタ・ツインズ | ミネソタ・ツインズ | ミネソタ・ツインズ |
| ---------------------- | ---------------------- | ---------------------- | ---------------------- | --- | ------------------ | ------------------ | ------------------ | ------------------ | --- |
| 打順                   | 守備                   | 選手                   | 打席                   | J・スモルツG・オルソンS・ブリームM・レムキーT・ペンドル · トンR・ベリアードB・ハンターR・ガントD・ジャスティスL・スミス | 打順               | 守備               | 選手               | 打席               | J・モリスB・ハーパーK・ハーベックC・ノブロックM・パグリア · ルーロG・ギャグニーD・グラッデンK・パケットS・マックC・デービス |
| 1                      | DH                     | L・スミス              | 右                     | J・スモルツG・オルソンS・ブリームM・レムキーT・ペンドル · トンR・ベリアードB・ハンターR・ガントD・ジャスティスL・スミス | 1                  | 左                 | D・グラッデン      | 右                 | J・モリスB・ハーパーK・ハーベックC・ノブロックM・パグリア · ルーロG・ギャグニーD・グラッデンK・パケットS・マックC・デービス |
| 2                      | 三                     | T・ペンドルトン        | 両                     | J・スモルツG・オルソンS・ブリームM・レムキーT・ペンドル · トンR・ベリアードB・ハンターR・ガントD・ジャスティスL・スミス | 2                  | 二                 | C・ノブロック      | 右                 | J・モリスB・ハーパーK・ハーベックC・ノブロックM・パグリア · ルーロG・ギャグニーD・グラッデンK・パケットS・マックC・デービス |
| 3                      | 中                     | R・ガント              | 右                     | J・スモルツG・オルソンS・ブリームM・レムキーT・ペンドル · トンR・ベリアードB・ハンターR・ガントD・ジャスティスL・スミス | 3                  | 中                 | K・パケット        | 右                 | J・モリスB・ハーパーK・ハーベックC・ノブロックM・パグリア · ルーロG・ギャグニーD・グラッデンK・パケットS・マックC・デービス |
| 4                      | 右                     | D・ジャスティス        | 左                     | J・スモルツG・オルソンS・ブリームM・レムキーT・ペンドル · トンR・ベリアードB・ハンターR・ガントD・ジャスティスL・スミス | 4                  | 一                 | K・ハーベック      | 左                 | J・モリスB・ハーパーK・ハーベックC・ノブロックM・パグリア · ルーロG・ギャグニーD・グラッデンK・パケットS・マックC・デービス |
| 5                      | 一                     | S・ブリーム            | 左                     | J・スモルツG・オルソンS・ブリームM・レムキーT・ペンドル · トンR・ベリアードB・ハンターR・ガントD・ジャスティスL・スミス | 5                  | DH                 | C・デービス        | 両                 | J・モリスB・ハーパーK・ハーベックC・ノブロックM・パグリア · ルーロG・ギャグニーD・グラッデンK・パケットS・マックC・デービス |
| 6                      | 左                     | B・ハンター            | 右                     | J・スモルツG・オルソンS・ブリームM・レムキーT・ペンドル · トンR・ベリアードB・ハンターR・ガントD・ジャスティスL・スミス | 6                  | 捕                 | B・ハーパー        | 右                 | J・モリスB・ハーパーK・ハーベックC・ノブロックM・パグリア · ルーロG・ギャグニーD・グラッデンK・パケットS・マックC・デービス |
| 7                      | 捕                     | G・オルソン            | 右                     | J・スモルツG・オルソンS・ブリームM・レムキーT・ペンドル · トンR・ベリアードB・ハンターR・ガントD・ジャスティスL・スミス | 7                  | 右                 | S・マック          | 右                 | J・モリスB・ハーパーK・ハーベックC・ノブロックM・パグリア · ルーロG・ギャグニーD・グラッデンK・パケットS・マックC・デービス |
| 8                      | 二                     | M・レムキー            | 両                     | J・スモルツG・オルソンS・ブリームM・レムキーT・ペンドル · トンR・ベリアードB・ハンターR・ガントD・ジャスティスL・スミス | 8                  | 三                 | M・パグリアルーロ  | 左                 | J・モリスB・ハーパーK・ハーベックC・ノブロックM・パグリア · ルーロG・ギャグニーD・グラッデンK・パケットS・マックC・デービス |
| 9                      | 遊                     | R・ベリアード          | 右                     | J・スモルツG・オルソンS・ブリームM・レムキーT・ペンドル · トンR・ベリアードB・ハンターR・ガントD・ジャスティスL・スミス | 9                  | 遊                 | G・ギャグニー      | 右                 | J・モリスB・ハーパーK・ハーベックC・ノブロックM・パグリア · ルーロG・ギャグニーD・グラッデンK・パケットS・マックC・デービス |
| 先発投手               | 先発投手               | 先発投手               | 投球                   | J・スモルツG・オルソンS・ブリームM・レムキーT・ペンドル · トンR・ベリアードB・ハンターR・ガントD・ジャスティスL・スミス | 先発投手           | 先発投手           | 先発投手           | 投球               | J・モリスB・ハーパーK・ハーベックC・ノブロックM・パグリア · ルーロG・ギャグニーD・グラッデンK・パケットS・マックC・デービス |
| J・スモルツ            | J・スモルツ            | J・スモルツ            | 右                     | J・スモルツG・オルソンS・ブリームM・レムキーT・ペンドル · トンR・ベリアードB・ハンターR・ガントD・ジャスティスL・スミス | J・モリス          | J・モリス          | J・モリス          | 右                 | J・モリスB・ハーパーK・ハーベックC・ノブロックM・パグリア · ルーロG・ギャグニーD・グラッデンK・パケットS・マックC・デービス |

両チームの先発投手は、ツインズがジャック・モリスでブレーブスがジョン・スモルツと、第4戦から中3日で同じ顔合わせになった。モリスが初球を投じる前に、ブレーブスの先頭打者ロニー・スミスとツインズの捕手ブライアン・ハーパーが握手をした。ふたりは1985年、セントルイス・カージナルスでチームメイトだった。この光景を目にしたモリスは「うちのキャッチャーをぶん殴ってやろうかと思ったよ。あいつは敵だ、仲間じゃない」と怒った。モリスがスミスを右飛に打ち取り、ここからモリスとスモルツによる投手戦が展開される。モリスは2回に一死二塁、3回に一死一・二塁、4回に二死二塁、5回に一死一・三塁、と4イニング連続で得点圏に走者を背負ったが、全て後続を断って無失点で凌いだ。対するスモルツも95球で7イニングを投げ、相手打線を4安打無得点に封じた。0－0のまま、試合は終盤に差し掛かった。
8回表、先頭打者スミスがモリスから右前打を放ち出塁する。次打者テリー・ペンドルトンは、左中間を破る二塁打で続いた。しかしここで一塁走者スミスが打球判断を誤り、二塁を回ったところで一度止まってから再び走り出したため、三塁までしか進めなかった。無死二・三塁の危機でモリスは、3番ロン・ガントを一ゴロに仕留め、4番デビッド・ジャスティスを敬遠して塁を埋めたあと、5番シド・ブリームを一ゴロ併殺に退けて無失点で乗り切った。ツインズ打線はその裏、2安打で一死一・三塁としスモルツを降板に追い込む。ブレーブスは左腕マイク・スタントンに継投し、右打者の3番カービー・パケットを敬遠して左打者の4番ケント・ハーベックとの勝負を選んだ。ハーベックは二直併殺で、ツインズも無得点に終わった。ツインズは9回裏にも二死一・三塁とサヨナラ勝利の好機を作ったが、代打ポール・ソレントが3番手アレハンドロ・ペーニャの前に空振り三振に倒れた。
モリスは120球弱を費やし9イニングをひとりで投げ切っていた。9回表終了後、ツインズ監督のトム・ケリーは延長10回以降は継投に入る意向を示したが、モリスは自身の続投を強硬に主張した。話し合いの末、ケリーが「そうか。まあ、たかが野球の試合だ。次の回も行ってくれ」と折れ、モリスは10回表のマウンドへ向かった。モリスは代打ジェフ・ブラウザーを捕邪飛、1番スミスを空振り三振、2番ペンドルトンを遊ゴロと三者凡退で片付けた。その裏、ツインズは先頭打者ダン・グラッデンが二塁打で出塁する。2番チャック・ノブロックの犠牲バントで一死三塁となると、ブレーブスは満塁策を採り、ツインズは代打ジーン・ラーキンを送った。ラーキンがペーニャの初球を左中間へ打ち上げると、打球が前進守備の外野手の頭を越え、ツインズの4年ぶりの優勝を決めるサヨナラ打となった。フィールド上にツインズの歓喜の輪が広がるなか、ブレーブスの中堅手ガントはベンチへ引き揚げる途中でモリスと握手し、祝福の言葉をかけた。

## 評価
『スポーティングニュース』のジェイソン・フォスターは、2017年のワールドシリーズ期間中に「今回のシリーズが皆の目を釘付けにする前に、よく『史上最高』として取りあげられていたシリーズは3つある」として、1975年や2001年のシリーズとともにこの1991年を挙げた。また同時期にWCBS-TV（CBSニューヨーク）のスティーブ・シルバーマンは、自身が観てきた1964年以降のシリーズ全52回を順位づけし、今シリーズを2位とした。MLB.comのジョー・ポズナンスキーは2019年3月、シリーズの総得失点差や1点差試合および延長戦の多さなどを基準に最終第7戦までもつれたシリーズ全39回を順位づけし、今シリーズを2位とした。ESPNのサム・ミラーは2020年10月、出場2チームの実力がどれほど伯仲していたかやどれほど記憶に残るシリーズとなったかなどを基準に全116回のシリーズを順位づけし、こちらも今シリーズを2位とした。
『ハードボール・タイムズ』のクリス・ジャフは2011年10月、歴代のポストシーズン各シリーズについて、面白さの数値化を試みた。「1点差試合は3ポイント、1－0の試合ならさらに1ポイント」「サヨナラゲームは10ポイント、サヨナラが本塁打によるものならさらに5ポイント」「7試合制のシリーズが最終戦までもつれれば15ポイント」などというように、試合経過やシリーズの展開が一定の条件を満たすのに応じてポイントを付与することで、主観的ではなく定量的な評価を行った。その結果、同年の両リーグ優勝決定戦まで全262シリーズの平均が45ポイントのところ、今シリーズは137.5ポイントを獲得した。これは当時106回を数えるワールドシリーズの中では1位であり、地区シリーズやリーグ優勝決定戦を含めても、1999年のナショナルリーグ優勝決定戦（147.3ポイント）に次いで2位の高得点だった。